# Siphonochilus nigericus
Siphonochilus nigericus är en enhjärtbladig växtart som först beskrevs av John Hutchinson och Frank Nigel Hepper, och fick sitt nu gällande namn av Brian Laurence Burtt. Siphonochilus nigericus ingår i släktet Siphonochilus och familjen Zingiberaceae. Inga underarter finns listade i Catalogue of Life.